# Vejle Amt
Vejle Amt a fost până la 1 ianuarie 2007 un amt în Danemarca. Se află în sudul peninsula Iutlanda.